# 现任中国共产党省级行政区委员会书记列表
本列表列出中国共产党各省级行政区委员会的现任书记。中国内地的22个省份、5个自治区、4个直辖市黨委書記皆是该行政区的“一把手”，领导当地的全面工作。中共未在香港特别行政区和澳门特别行政区设置省级委员会。中共台湾工委于1952年瓦解后，中共未在台湾组建省一级委员会。
中共中央政治局委员尹力、陈敏尔、陈吉宁、袁家军、黄坤明分别兼任了北京、天津、上海、重庆、广东的党委书记。
现任各省级行政区党委书记均为汉族男性。任职时间最长的书记是黑龙江省委书记许勤、云南省委书记王宁和西藏自治区党委书记王君正，于2021年10月19日上任，迄今已3年289天；任职时间最短的是新疆维吾尔自治区党委书记陈小江，于2025年7月1日上任，迄今已34天。最年长的书记是68岁的广东省委书记黄坤明，出生于1956年11月；最年轻的是59岁的青海省委书记吴晓军，出生于1966年1月。
| 属性： 中央政治局委员 中央委员 |

## 直辖市市委书记
按照政治惯例，直辖市市委书记一般由中央政治局委员兼任，不兼任本市人大常委会主任。
| 辖区地图 | 直辖市委员会 | 现任书记 | 肖像 | 上任日期 （任职时间）       | 出生年月           | 信息源 | 属性 |
| -------- | ------------ | -------- | ---- | --------------------------- | ------------------ | ------ | ---- |
|          | 北京市委员会 | 尹力     |      | 2022年11月13日 （2年264天） | 1962年8月 （63岁） | [ 1 ]  |      |
|          | 天津市委员会 | 陈敏尔   |      | 2022年12月8日 （2年239天）  | 1960年9月 （64岁） | [ 2 ]  |      |
|          | 上海市委员会 | 陈吉宁   |      | 2022年10月28日 （2年280天） | 1964年2月 （61岁） | [ 3 ]  |      |
|          | 重庆市委员会 | 袁家军   |      | 2022年12月8日 （2年239天）  | 1962年9月 （62岁） | [ 4 ]  |      |

## 省委书记
按照政治惯例，广东省委书记由中央政治局委员兼任。非中央政治局委员的省委书记均兼任本省人大常委会主任。
| 辖区地图 | 省委员会                    | 现任书记 | 肖像     | 上任日期 （任职时间）       | 出生年月            | 信息源   | 属性     |
| -------- | --------------------------- | -------- | -------- | --------------------------- | ------------------- | -------- | -------- |
|          | 河北省委员会                | 倪岳峰   |          | 2022年4月22日 （3年104天）  | 1964年9月 （60岁）  | [ 5 ]    |          |
|          | 山西省委员会                | 唐登杰   |          | 2023年10月28日 （1年280天） | 1964年6月 （61岁）  | [ 6 ]    |          |
|          | 辽宁省委员会                | 郝鹏     |          | 2022年11月28日 （2年249天） | 1960年7月 （65岁）  | [ 7 ]    |          |
|          | 吉林省委员会                | 黄强     |          | 2024年6月28日 （1年37天）   | 1963年4月 （62岁）  | [ 8 ]    |          |
|          | 黑龙江省委员会              | 许勤     |          | 2021年10月19日 （3年289天） | 1961年10月 （63岁） | [ 9 ]    |          |
|          | 江苏省委员会                | 信长星   |          | 2023年1月3日 （2年213天）   | 1963年12月 （61岁） | [ 10 ]   |          |
|          | 浙江省委员会                | 王浩     |          | 2024年10月28日 （280天）    | 1963年10月 （61岁） | [ 11 ]   |          |
|          | 安徽省委员会                | 梁言顺   |          | 2024年6月28日 （1年37天）   | 1962年12月 （62岁） | [ 8 ]    |          |
|          | 福建省委员会                | 周祖翼   |          | 2022年11月13日 （2年264天） | 1965年1月 （60岁）  | [ 12 ]   |          |
|          | 江西省委员会                | 尹弘     |          | 2022年12月7日 （2年240天）  | 1963年6月 （62岁）  | [ 13 ]   |          |
|          | 山东省委员会                | 林武     |          | 2022年12月29日 （2年218天） | 1962年2月 （63岁）  | [ 14 ]   |          |
|          | 河南省委员会                | 刘宁     |          | 2024年12月31日 （216天）    | 1962年1月 （63岁）  | [ 15 ]   |          |
|          | 湖北省委员会                | 王忠林   |          | 2024年12月31日 （216天）    | 1962年8月 （62岁）  | [ 16 ]   |          |
|          | 湖南省委员会                | 沈晓明   |          | 2023年3月14日 （2年143天）  | 1963年5月 （62岁）  | [ 17 ]   |          |
|          | 广东省委员会                | 黄坤明   |          | 2022年10月28日 （2年280天） | 1956年11月 （68岁） | [ 18 ]   |          |
|          | 海南省委员会                | 冯飞     |          | 2023年3月14日 （2年143天）  | 1962年12月 （62岁） | [ 19 ]   |          |
|          | 四川省委员会                | 王晓晖   |          | 2022年4月22日 （3年104天）  | 1962年8月 （63岁）  | [ 20 ]   |          |
|          | 贵州省委员会                | 徐麟     |          | 2022年12月9日 （2年238天）  | 1963年6月 （62岁）  | [ 21 ]   |          |
|          | 云南省委员会                | 王宁     |          | 2021年10月19日 （3年289天） | 1961年4月 （64岁）  | [ 22 ]   |          |
|          | 陕西省委员会                | 赵一德   |          | 2022年11月27日 （2年250天） | 1965年2月 （60岁）  | [ 23 ]   |          |
|          | 甘肃省委员会                | 胡昌升   |          | 2022年12月7日 （2年240天）  | 1963年12月 （61岁） | [ 24 ]   |          |
|          | 青海省委员会                | 吴晓军   |          | 2024年12月31日 （216天）    | 1966年1月 （59岁）  | [ 16 ]   |          |
|          | 台湾省工作委员会 （已撤销） | 没有职位 | 没有职位 | 没有职位                    | 没有职位            | 没有职位 | 没有职位 |

## 自治区委员会书记
《中华人民共和国宪法》规定，少数民族自治区政府主席由少数民族人士出任，但中国共产党章程没有关于自治区党委书记的相应规定，现时均为汉族人士出任。内蒙古、广西、宁夏的党委书记兼任本自治区人大常委会主任。
| 辖区地图 | 自治区委员会           | 现任书记 | 肖像 | 上任日期 （任职时间）       | 出生年月           | 信息源 | 属性 |
| -------- | ---------------------- | -------- | ---- | --------------------------- | ------------------ | ------ | ---- |
|          | 内蒙古自治区委员会     | 孙绍骋   |      | 2022年4月30日 （3年96天）   | 1960年7月 （65岁） | [ 25 ] |      |
|          | 广西壮族自治区委员会   | 陈刚     |      | 2024年12月31日 （216天）    | 1965年4月 （60岁） | [ 15 ] |      |
|          | 西藏自治区委员会       | 王君正   |      | 2021年10月19日 （3年289天） | 1963年5月 （62岁） | [ 26 ] |      |
|          | 宁夏回族自治区委员会   | 李邑飞   |      | 2024年6月28日 （1年37天）   | 1964年1月 （61岁） | [ 8 ]  |      |
|          | 新疆维吾尔自治区委员会 | 陈小江   |      | 2025年7月1日 （34天）       | 1962年6月 （63岁） | [ 27 ] |      |